# ラインパーク・シュタディオン
ラインパーク・シュタディオン（Rheinpark Stadion）は、リヒテンシュタイン・ファドゥーツに所在するスタジアムで、サッカーの試合に使われる。
1998年にFCファドゥーツが1.FCカイザースラウテルンとの試合がこけら落とし。以来サッカーリヒテンシュタイン代表のすべての試合が当地で開催されている。